# Карл-Адольф Голлідт
Карл-Адольф Голлідт (нім. Karl-Adolf Hollidt; нар. 28 квітня 1891, Шпаєр, Рейнланд-Пфальц — пом. 22 травня 1985, Зіген, Північний Рейн — Вестфалія) — німецький воєначальник часів Третього Рейху, генерал-полковник (1943) Вермахту. Кавалер Лицарського хреста Залізного хреста з Дубовим листям (17 травня 1943). Командував танковою дивізією, корпусом, в 1942 році армійською групою, в 1943 році — 6-ю армією.

## Біографія
Учасник Першої світової війни. Після демобілізації армії залишений у рейхсвері, командир батальйону. З 1935 року — начальник штабу 1-го армійського корпусу. З 10 листопада 1938 року — командувач піхотою 9-го військового округу. З 28 серпня 1939 року — командир 52-ї піхотної дивізії. З 6 вересня 1939 року — начальник штабу 5-ї армії. З 25 травня 1940 року — начальник штабу 9-ї армії, учасник Французької кампанії. З 25 листопада 1940 року — командир 50-ї піхотної дивізії. Учасник німецько-радянської війни у складі 11-ї армії. З 23 січня 1942 року — командир 17-го армійського корпусу. 23 листопада 1942 року очолив оперативну групу, названу «групою Голлідт». В грудні 1941-січні 1942 року в неї входили румунські частини, які намагались деблокувати оточену під Сталінградом 6-ту армію. В цих боях група зазнала важких втрат. 5 березня 1943 року група була перетворена на нову 6-ту армію. До осені 1943 року Голлідт обороняв північні підступи до Перекопського перешийку. У вересні 1943 року до складу армії увійшли більшість частин 17-ї армії, евакуйованої з Криму. 7 квітня 1944 року відправлений у відставку. Згодом призначений офіцером зв'язку при цивільній адміністрації Рурської області. у травні 1945 року заарештований американськими військами.  28 жовтня 1948 року на Нюрнберзькому процесі у справі ОКГ засуджений до 5 років ув'язнення. В 1949 році звільнений.

## Нагороди
- Залізний хрест
  - 2-го класу (9 вересня 1914)
  - 1-го класу (18 жовтня 1916)
- Медаль «За відвагу» (Гессен)
- Нагрудний знак «За поранення» в чорному
- Почесний хрест ветерана війни з мечами
- Медаль «За вислугу років у Вермахті» 4-го, 3-го, 2-го і 1-го класу (25 років)
- Застібка до Залізного хреста
  - 2-го класу (30 травня 1940)
  - 1-го класу (7 червня 1940)
- Лицарський хрест Залізного хреста з дубовим листям
  - лицарський хрест (8 вересня 1941)
  - дубове листя (№239; 17 травня 1943)
- Орден Михая Хороброго 3-го класу (Румунія) (19 вересня 1941)
- Медаль «За зимову кампанію на Сході 1941/42»
- Кримський щит
- Відзначений у Вермахтберіхт (4 серпня 1943)

Військова кар'єра
- 25 листопада 1909 — фанен-юнкер-унтер-офіцер
- 22 березня 1910 — фенріх
- 16 листопада 1910 — лейтенант
- 22 березня 1915 — обер-лейтенант
- 22 березня 1918 — гауптман
- 1 лютого 1930 — майор
- 1 лютого 1932 — оберст-лейтенант
- 1 січня 1935 — оберст
- 1 квітня 1938 — генерал-майор
- 1 квітня 1940 — генерал-лейтенант
- 1 лютого 1942 — генерал від інфантерії
- 1 вересня 1943 — генерал-полковник